# Antherostele banahaensis
Antherostele banahaensis är en måreväxtart som först beskrevs av Adolph Daniel Edward Elmer, och fick sitt nu gällande namn av Cornelis Eliza Bertus Bremekamp. Antherostele banahaensis ingår i släktet Antherostele och familjen måreväxter. Inga underarter finns listade i Catalogue of Life.